# Tomasz Kowalski (komik)
Tomasz Kowalski (ur. 1969) – polski artysta kabaretowy i aktor.

## Życiorys
Absolwent Uniwersytetu Zielonogórskiego (1999).
Pierwsze kroki na scenie kabaretowej stawiał w kabarecie Drugi Garnitur i Stajnia Niemożliwych. Obecnie jest członkiem założycielem Kabaretu Ciach, którego nazwę sam wymyślił. Z kabaretem zdobył szereg nagród, m.in. II nagrodę na Przeglądzie Akademickich Kabaretów Amatorskich – PaKA w Krakowie w 1994 roku czy I nagrodę na Rybnickiej Jesieni Kabaretowej RYJEK w Rybniku (1996).

## Nagrody indywidualne
- 1995 Statuetka Elvisa w kategorii "Sceny kaskaderskie" w filmie Szczęki IV na I Międzynarodowym Festiwalu Wytwórni Filmów A'YoY, Zielona Góra

## Filmografia
- 2003 - Baśń o ludziach stąd - obsada aktorska;
- 1999 - Dr. Jekyll i Mr. Hyde - obsada aktorska.
- 1995 - Swojskie karate - rola główna - karateka